# Кременівське нафтогазоконденсатне родовище
Кременівське нафтогазоконденсатне родовище — належить до Руденківсько-Пролетарського нафтогазоносного району Східного нафтогазоносного регіону України.

## Опис
Розташоване в Дніпропетровській області на відстані 25 км від смт. Магдалинівка.
Знаходиться в південній прибортовій зоні Дніпровсько-Донецької западини в межах Зачепилівсько-Левенцівського структурного валу.
Структура виявлена в 1951 р. і являє собою у відкладах нижнього карбону брахіантикліналь північно-східного простягання розмірами по ізогіпсі −2250 м 4,2х2,0 м, амплітуда 150 м. У 1969 р. з відкладів верхньовізейського під'ярусу отримано перший фонтан газу дебітом 616,5 тис. м³/добу через штуцер діаметром 20 мм. (інт. 2287—2303 м).
Поклади пластові і масивно-пластові, склепінчасті, тектонічно екрановані.
Експлуатується з 1976 р. Режим газоконденсатних покладів — газовий, нафтових — водонапірний. Запаси початкові видобувні категорій А+В+С1: нафти — 450 тис. т; розчиненого газу — 94 млн. м³; газу — 1950 млн. м³; конденсату — 402 тис. т. Густина дегазованої нафти 784—831 кг/м³. Вміст сірки у нафті 0,047-0,153 мас.%.